# Michaelina Wautier
Michaelina Wautier ou Woutiers (Mons, 1604 - Bruxelles, 1689) est une artiste peintre baroque des Pays-Bas du Sud au XVIIe siècle.

## Biographie
Originaire de Mons, actuellement en Belgique, Michaelina Wautier est née dans une famille de onze enfants, dont huit garçons. Elle passe sa vie aux côtés de son frère, le peintre Charles Wautier. En 1668, ils s'installent dans une maison de maître à proximité de l'église Notre-Dame de la Chapelle, à Bruxelles.

## Carrière artistique
Michaelina Wautier est à l'origine aussi bien de petits formats que de toiles plus ambitieuses avec comme sujets principaux l'histoire, la religion et la mythologie. À l'époque, les peintures grand format sont considérées comme étant un domaine réservé aux peintres masculins. L'artiste multiplie les représentations de scènes de genre, les tableaux historiques, tout comme des représentations plus minutieuses de bouquets. Ses travaux comportent également une série de portraits. Elle se distingue des autres femmes peintres par la diversité de ses sujets et formats, et devient rapidement une artiste unique du XVIIe siècle. 
En 1649, son premier autoportrait, longtemps associé par erreur à la peintre italienne Artemisia Gentileschi, reste l'une de ses peintures les plus connues. La peinture est incluse dans l'ouvrage Women Painters of the World, datant de 1905. À Paris, il faut attendre 1672 pour que la peintre Elisabeth-Sophie Chéron réalise le premier autoportrait féminin français.  
La toile nommée Le Triomphe de Bacchus (1650), conservée au Kunsthistorisches Museum de Vienne, est souvent citée comme l'une des œuvres les plus représentatives de sa peinture. Elle connaît l'anatomie masculine et la peint sans pudeur, devenant ainsi la première peintre à exposer un homme nu. L'artiste se dessine au milieu de la foule bariolée, seul personnage à fixer le spectateur dans les yeux. 
Contrairement à nombre de femmes peintres de cette époque, Michaelina Wautier connaît la reconnaissance de son vivant. L'artiste vend notamment quatre peintures à Léopold-Guillaume de Habsbourg pour sa galerie de peinture. Les toiles sont citées dans le catalogue de la collection dressée en 1659. Cependant, son œuvre tombe dans l'oubli après sa mort. Pour certains historiens de l'art, cette absence est liée à l'attribution de ses toiles à Thomas Willeboirts Bosschaert, Jacob van Oost le Vieux ou encore son frère Charles Wautier.

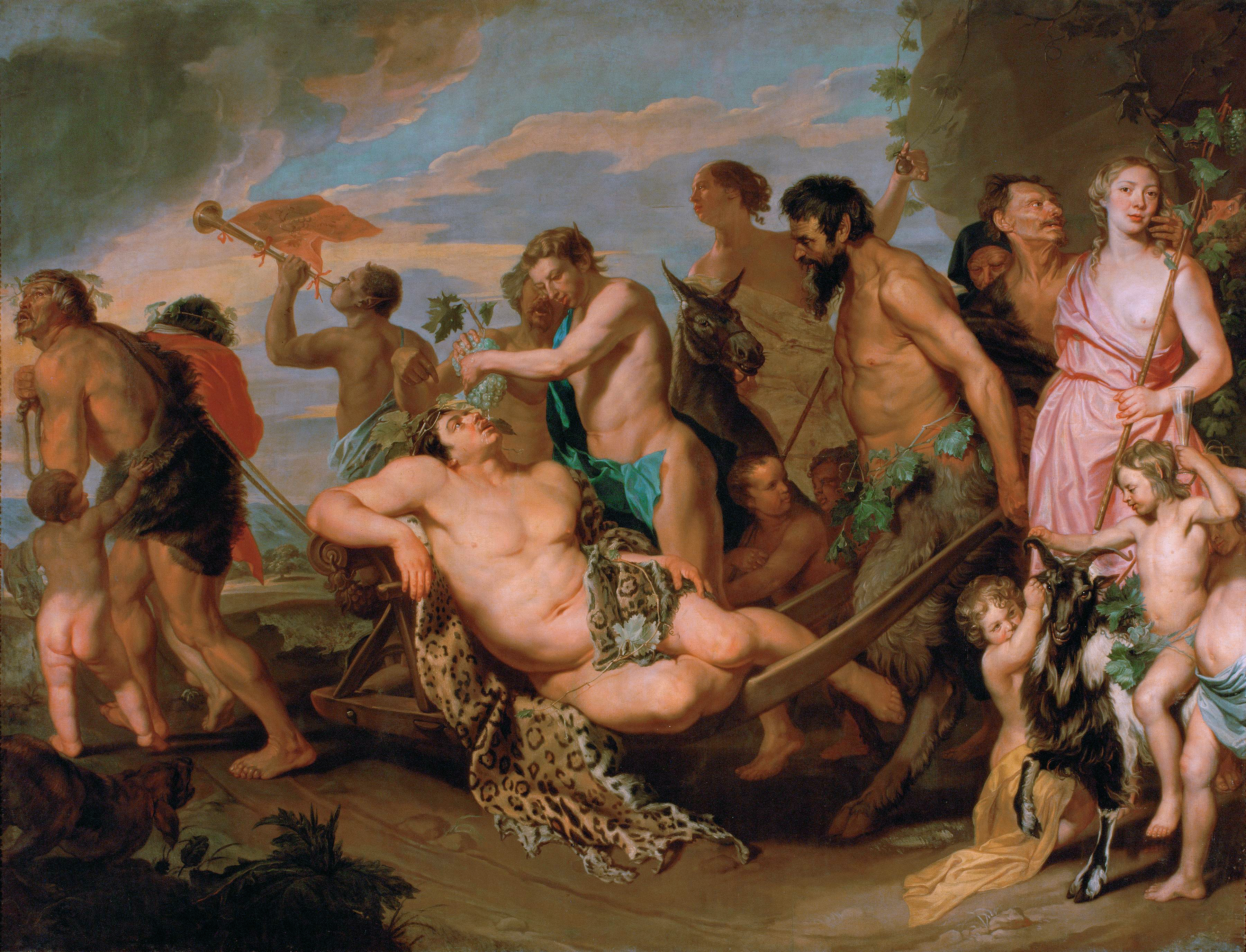
Le Triomphe de Bacchus (1650), Kunsthistorisches Museum, Vienne.
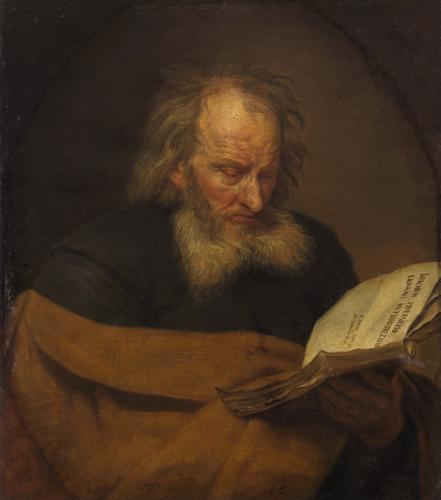
St Joachim reading (1650), Kunsthistorisches Museum, Vienne.
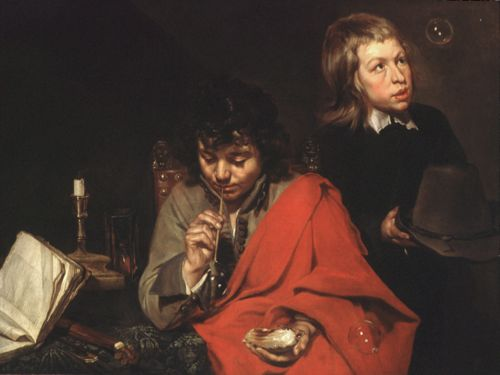
Deux garçons soufflant des bulles (entre 1640 et 1650), Seattle Art Museum, Seattle.
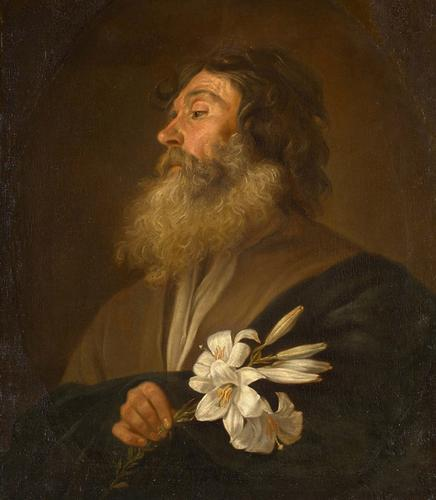
St Joseph holding white lilies (1650), Kunsthistorisches Museum, Vienne.
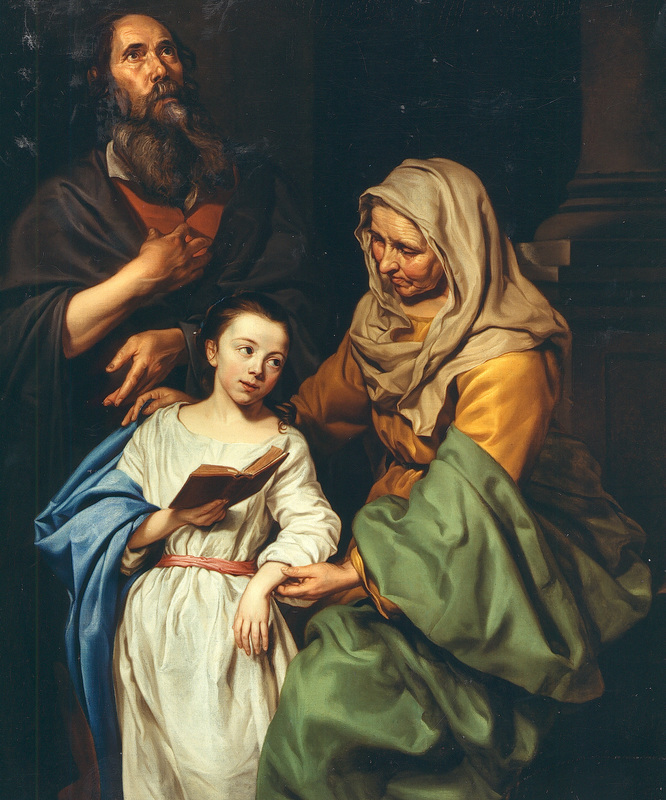
L'éducation de la Vierge (1656).
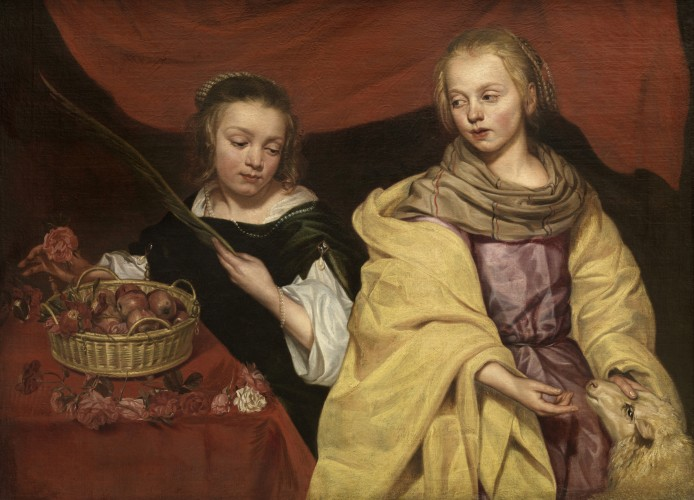
Deux filles en Saintes Agnes et Dorothea, Musée royal des beaux-arts d'Anvers.
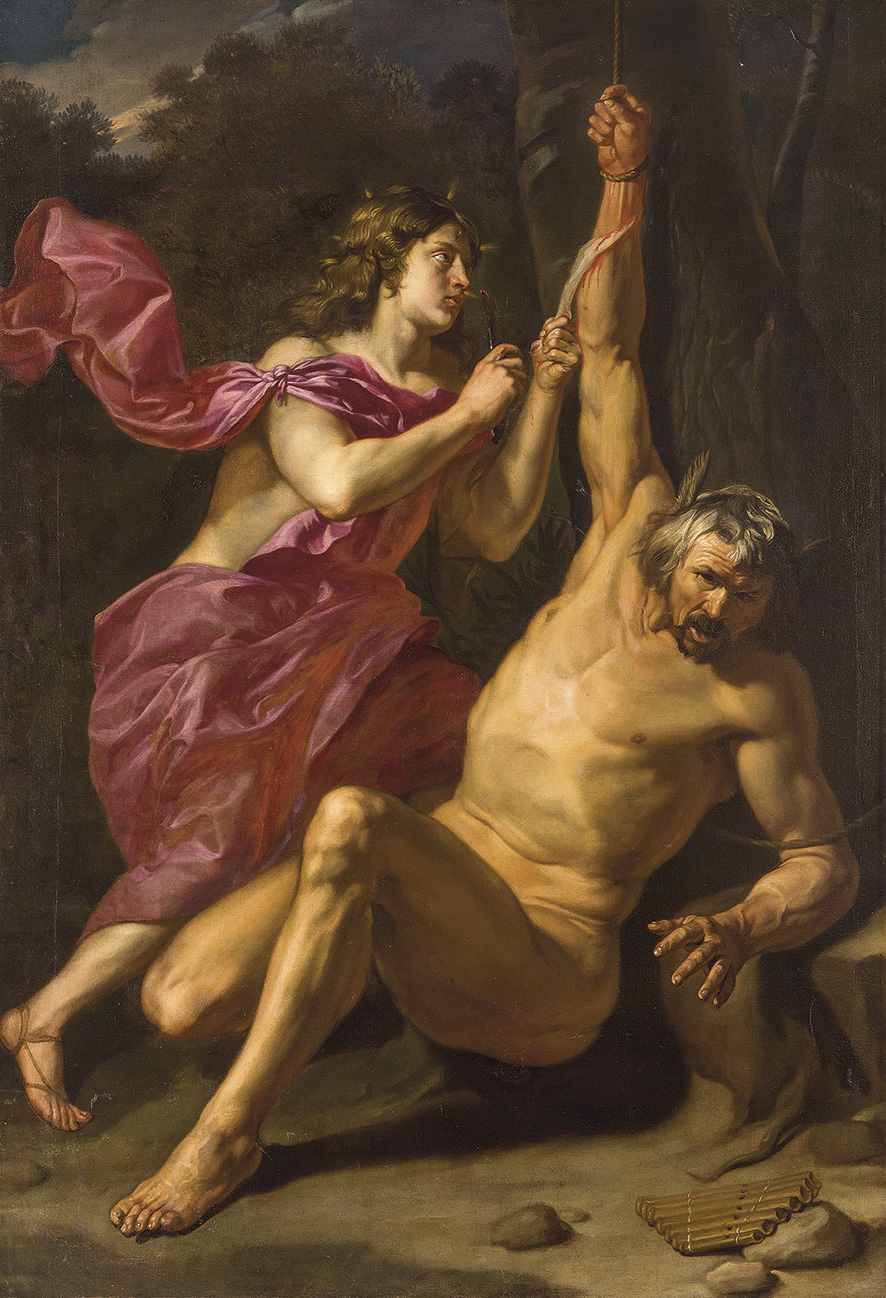
Marsyas écorché par Apollon.

## Postérité
De juin à septembre 2018, la première rétrospective mondiale consacrée à Michaelina Wautier est présentée conjointement au Museum aan de Stroom (MAS) et à la Maison de Rubens, sous la direction de Katlijne Van der Stighelen (en), professeure dont les recherches se concentrent sur l'expression de l'identité de la femme en tant qu'artiste,,.
Le 18 juin 2019, le moteur de recherche Google lui dédie son Google Doodle en page d'accueil à l'occasion du 415e anniversaire de sa naissance.

## Expositions
- Michaelina, la grande dame du baroque, Anvers, Museum aan de Stroom, 2 juin - 2 septembre 2018.